# New York Comic Con
La Convención de Cómics de Nueva York (en inglés: New York Comic Con) es una convención de fanes anual en Nueva York dedicada a las historietas, novelas gráficas, anime, manga, videojuegos, juguetes, películas, y televisión. Fue llevada a cabo por primera vez en el año 2006.

## Historia
La Convención de cómics de Nueva York es un evento con fines de lucro producido y dirigido por ReedPOP, una rama de perteneciente a Reed Exhibitions y Reed Elsevier, no está afiliada al evento San Diego Comic-Con International, ni al Big Apple Comic Con, más tarde conocida como Big Apple Comic-Con, propiedad de Wizard Entertainment. ReedPOP está involucrado en otros eventos, incluyendo Chicago Comic & Entertainment Expo (C2E2) y PAX Dev/PAX East/PAX Prime. ReedPop y la Comic Con en Nueva York fueron fundadas por Greg Topalian, primer vicepresidente de Reed Exhibitions.

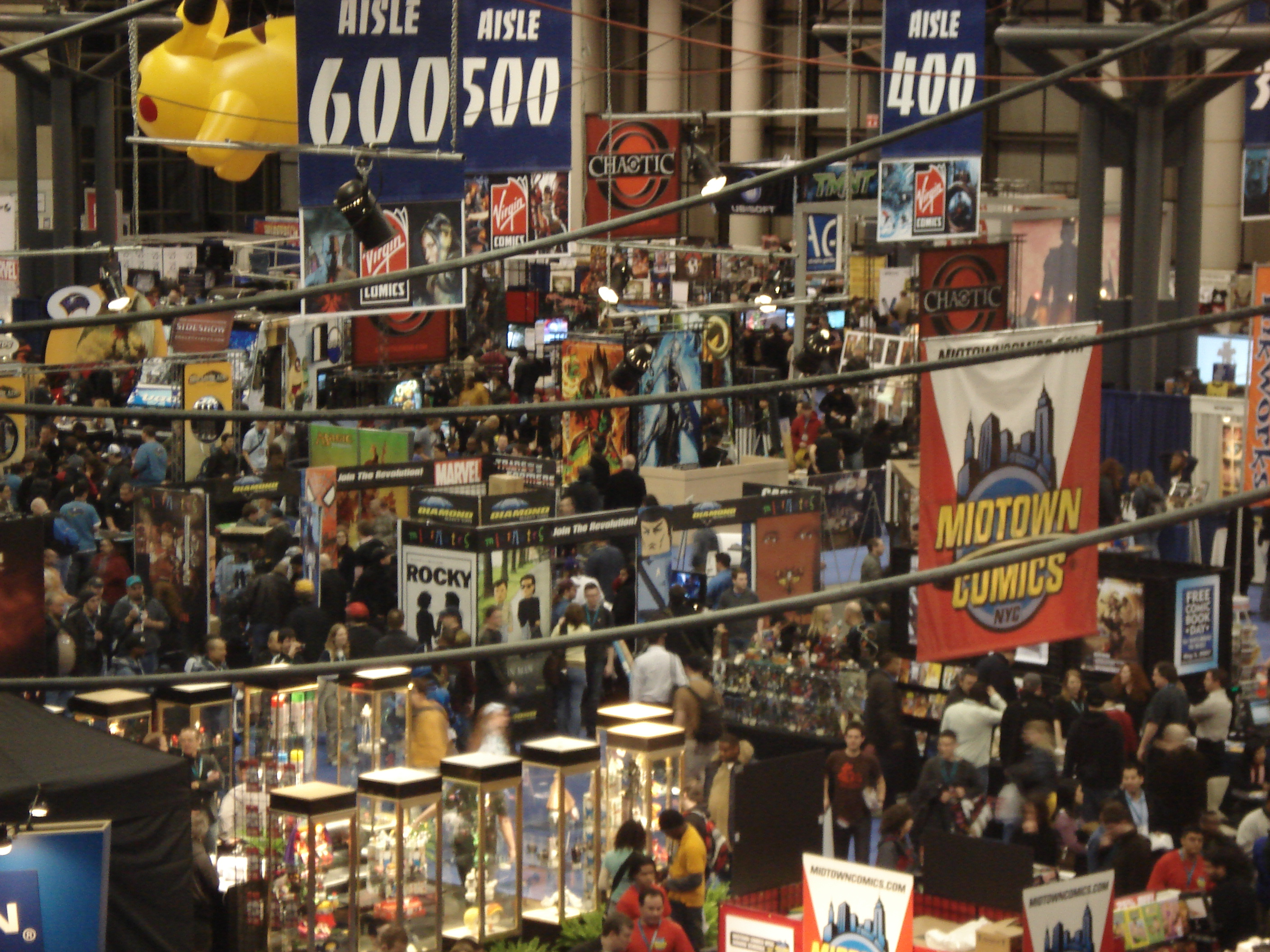
Sala de exposiciones en 2007

La primera convención tuvo lugar en 2006 en el Jacob K. Javits Convention Center. Debido a la falta de experiencia de Reed Exhibitions en convenciones de cómics (trataban principalmente con ferias profesionales antes del 2006), el público era mucho más del esperado y la sala principal de exposiciones sólo tenía un aforo de 10,000 personas. A pesar de la gran asistencia en la tarde del viernes, los boletos se continuaron vendiendo aún con el gran número de boletos vendidos durante la preventa (4,500) y no contaron con la asistencia de los profesionales y expositores. La sala principal de exposiciones llegó a su capacidad máxima el sábado por la mañana y fue cerrado por los bomberos hasta que las personas abandonaron el lugar, terminado el cierre en la tarde del mismo día. Invitados importantes tales como Kevin Smith y Frank Miller, no pudieron siquiera entrar a la sala principal. La fila de espera para entrar a la convención rodeó el edificio con hasta dos horas de espera para entrar y a muchos se les rechazó la entrada. La venta de boletos para el domingo fue suspendida. Reed declaró que se necesitaría espacio adicional para el show de 2007.
La segunda exposición fue en 2007, con los organizadores del evento previniendo el doble del espacio usado en la exposición del año pasado y agregando el uso de un piso más en el Centro Javits. El show en viernes fue abierto a la prensa e industria hasta las 4 de la tarde, al mismo tiempo que al público. Gracias a una mejor planificación, los boletos en preventa fueron controlados y los boletos de entrada para el sábado se agotaron. La fila de espera para la entrada a la convención comenzó el sábado a media noche y para la entrada en domingo, había una fila con espera estimada a 2 horas de entrar con 20 grados de temperatura. La multitud de personas generó problemas en el Pabellón de los Artistas, que estaba ubicada fuera de sala principal de convenciones, provocando que se re-ubicara a la sala principal en 2008. Los American Anime Awards, organizada por la Comic Con New York, fue llevada a cabo el 24 de febrero en el New Yorker Hotel, durante la Comic Con.
La tercera convención fue en el año 2008, cambió a ser en el mes de abril y continuó creciendo (aumentando su espacio en un 50%), y ocupando la mayor parte del nivel principal en el Centro Javits. Stan Lee fue premiado con el New York Comics Legend Award en Times Square, Virgin Megastore antes del comienzo de la Comic Con. El programa para el día de los niños fue agregado a la convención el domingo con la ayuda de Kids's Comic Con. La cuarta Comic Con en 2009 volvió a ser en febrero y se agregó una obra de caridad, una subasta de arte para apoyar la The Hero Initiative.
Debido a desacuerdos en la programación de horarios con el Centro Javits para las fechas en primavera y con la creación del Chicago Comic & Entertainment Expo por Reed, Comic Con New York fue cambiada al mes de octubre para la celebración de Halloween a partir del  2010. El Festival de Anime New York Anime, un evento planeado por separado y creado por Reed, también fue unido con la Comic Con. La venta de boletos para los eventos combinados aumentaron un 190% con respecto a las de 2009, el espacio utilizado para la convención aumentó en un 40% y el festival de anime fue movido al piso inferior del Javits. El piso principal del centro de convenciones fue dividido debido a reparaciones del Centro Javits.
Intel Extreme Masters Global Challenge – New York fue agregada a la Comic Con de 2011. Se llevaron a cabo torneos de eSport para juegos como StarCraft II, League of Legends y Counter-Strike.
En 2011, la convención fue expandida a 4 días. El primer día de la convención era limitada únicamente a prensa, profesionales y fanes que habían comprado el pase de cuatro días. Esto cambió en 2013, cuando pases únicos del día jueves fueron puestos a la venta por primera vez. Con este cambio, la asistencia a la Comic Con Nueva York aumentó a más de 130,000, logrando así que la asistencia de la Comic Con Nueva York igualara a la Comic Con en San Diego por primera vez en la historia.
En el año 2014, la asistencia a la Comic Con Nueva York alcanzó los 151,000, rebasando los números de la Comic Con San Diego y convirtiéndose en la más grande convención de cómics en Norteamérica; la última convención no pudo alcanzar su marca debido a la capacidad de recinto y asistencia de 130,000.

## Ubicación y fechas
| Fechas              | Ubicación                              | Asistencia | Invitados notables                                                                      |  |
| ------------------- | -------------------------------------- | ---------- | --------------------------------------------------------------------------------------- |  |
| Febrero 24–26, 2006 | Centro de convenciones Jacob K. Javits | 33,000     | Kevin Smith, George R. R. Martin, Frank Miller                                          |  |
| Febrero 23–25, 2007 | Centro de convenciones Jacob K. Javits | 49,000     | Stan Lee, Brian K. Vaughan                                                              |  |
| Abril 18–20, 2008   | Centro de convenciones Jacob K. Javits | 64,000     | Stan Lee, Frank Miller, T.M. Revolution, Paul Barnett, Coheed and Cambria               |  |
| Febrero 6–8, 2009   | Centro de convenciones Jacob K. Javits | 77,000     | Dave Gibbons, Joss Whedon, McG, Daniel Dae Kim, Euros Lyn, Lou Ferrigno                 |  |
| Octubre 8–10, 2010  | Centro de convenciones Jacob K. Javits | 96,000     | John Romita Sr., John Romita Jr, Stan Lee                                               |  |
| Octubre 13–16, 2011 | Centro de convenciones Jacob K. Javits | 105,000    | Nicki Clyne, Geoff Johns, Tom Kenny, Jim Lee, Todd McFarlane, Frank Miller, Kevin Smith |  |
| Octubre 11–14, 2012 | Centro de convenciones Jacob K. Javits | 116,000    | Clark Gregg, Adam West, Stan Lee, Nathan Fillion, Kirk Hammett                          |  |
| Octubre 10–13, 2013 | Centro de convenciones Jacob K. Javits | 133,000    | William Shatner, John Barrowman, Felicia Day, David Duchovny, Gillian Anderson          |  |
| Octubre 9–12, 2014  | Centro de convenciones Jacob K. Javits | 151,000    | Todd McFarlane, Bill Nye, Kevin Bacon, Patrick Stewart                                  |  |
| Octubre 8–11, 2015  | Centro de convenciones Jacob K. Javits | 170,000    | Bryan Cranston, Nathan Fillion, Natalie Dormer, Jack Black, Vin Diesel                  |  |

## Festival de anime de Nueva York
El Festival de anime Nueva York es una convención de anime y manga llevada a cabo anualmente desde el año 2007 en el Centro de Convenciones Jacob K. Javits en el lado oeste de Manhattan en la ciudad de Nueva York. Producida por Reed Exhibitors, el personal a cargo de la Comic Con Nueva York, y los editores de publicaciones en el negocio del entretenimiento tales como Variety, el evento inaugural se llevó a cabo del 7 al 9 de diciembre del 2007. Desde 2010 el festival de anime Nueva York ha sido sobrellevado con la Comic Con Nueva York, uniendo dos culturas en un mismo lugar.

## Galería

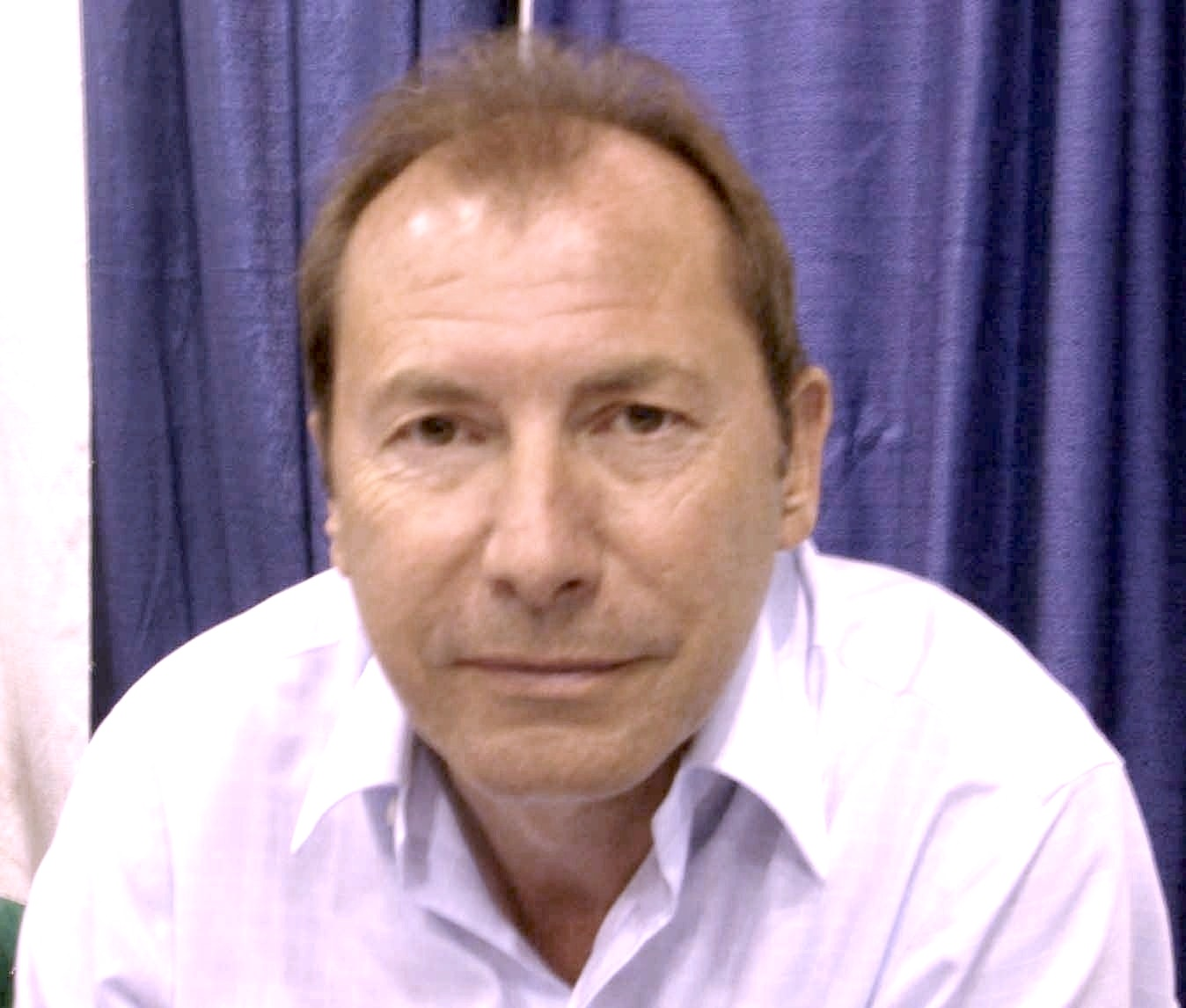
Artista de V for Vendetta, David Lloyd en la convención de abril de 2008.
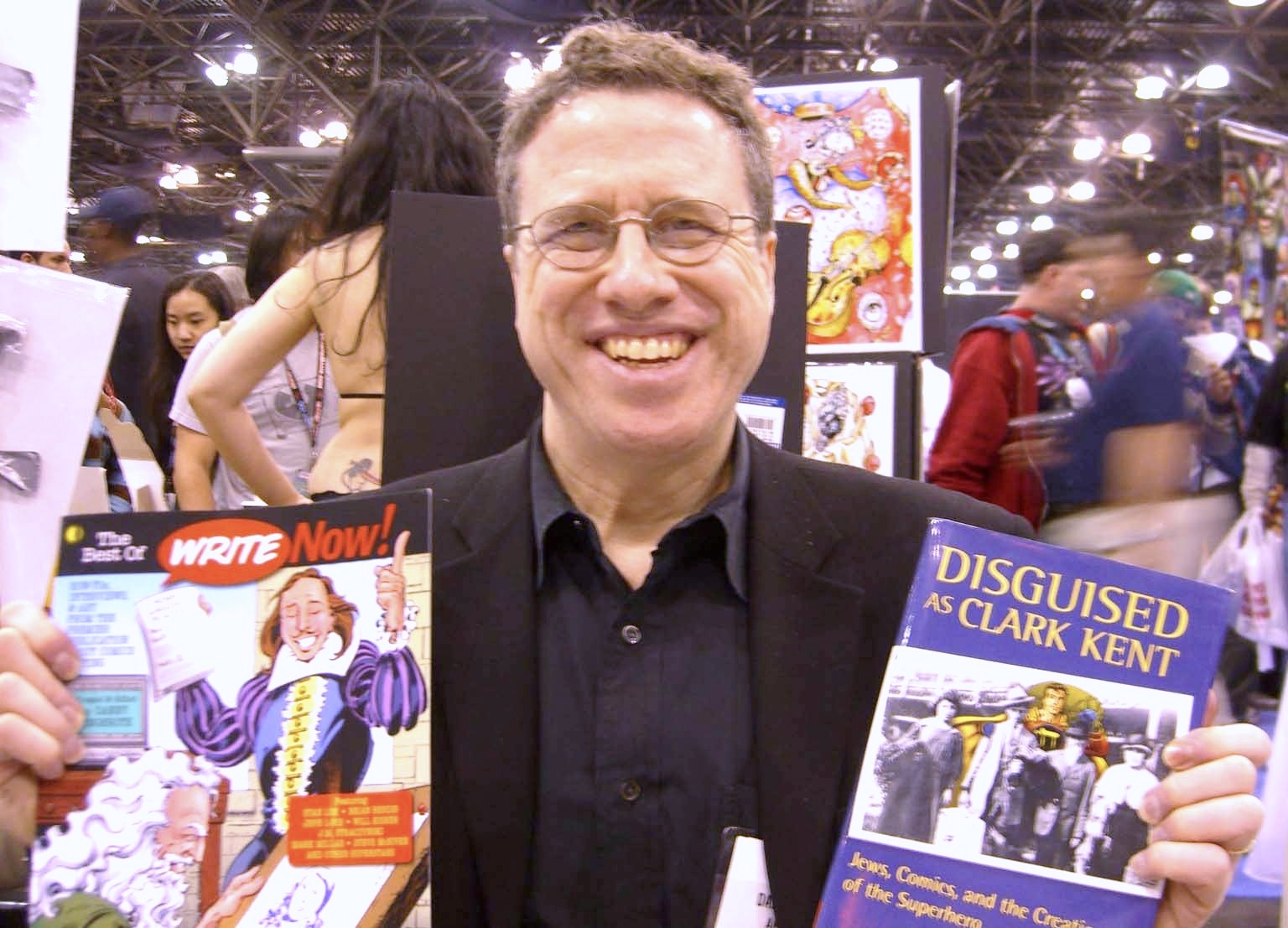
Danny Fingeroth en la convención de abril de 2008.
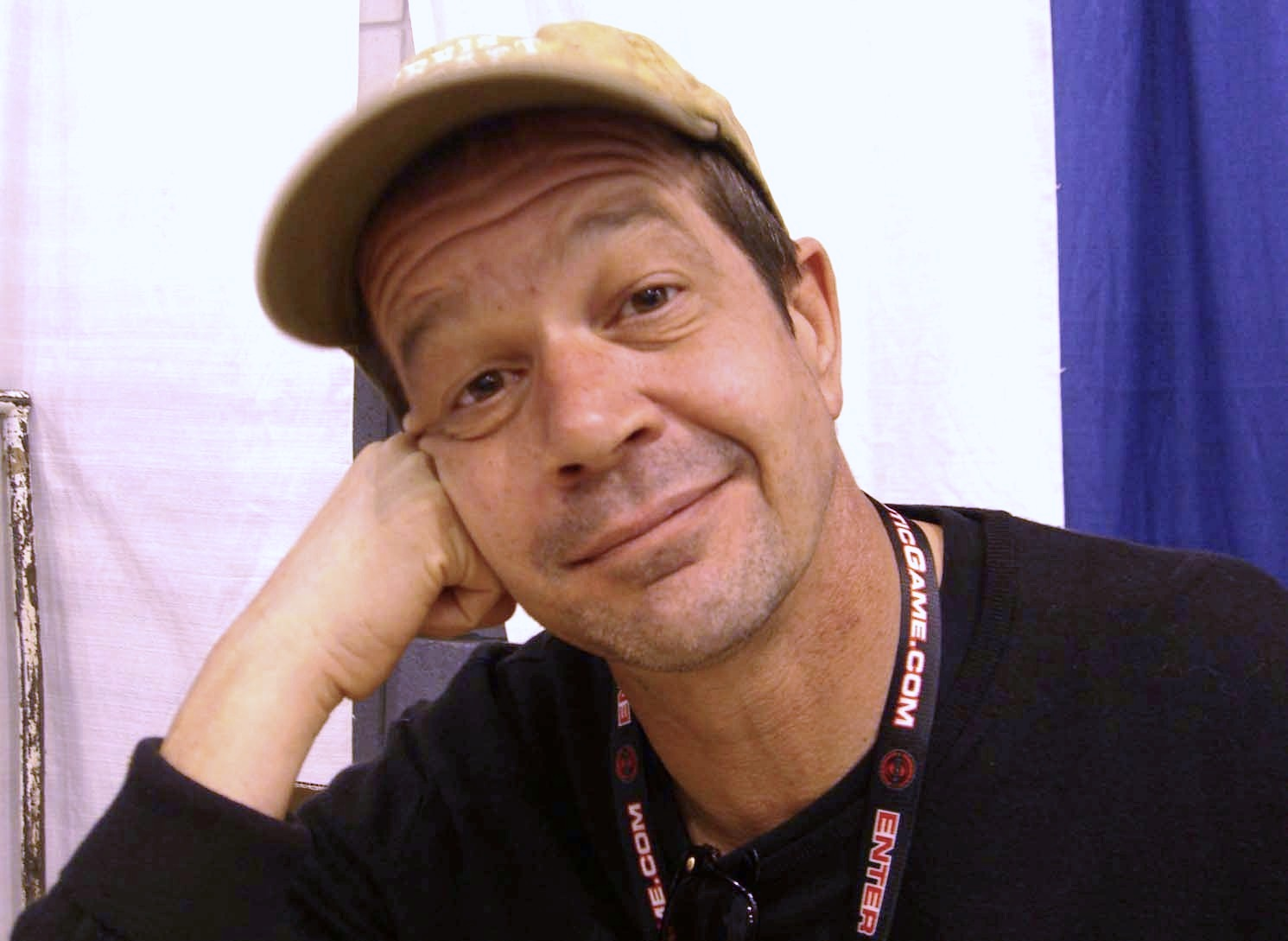
Artista de DC: The New Frontier, Darwyn Cooke en la convención de abril de 2008.
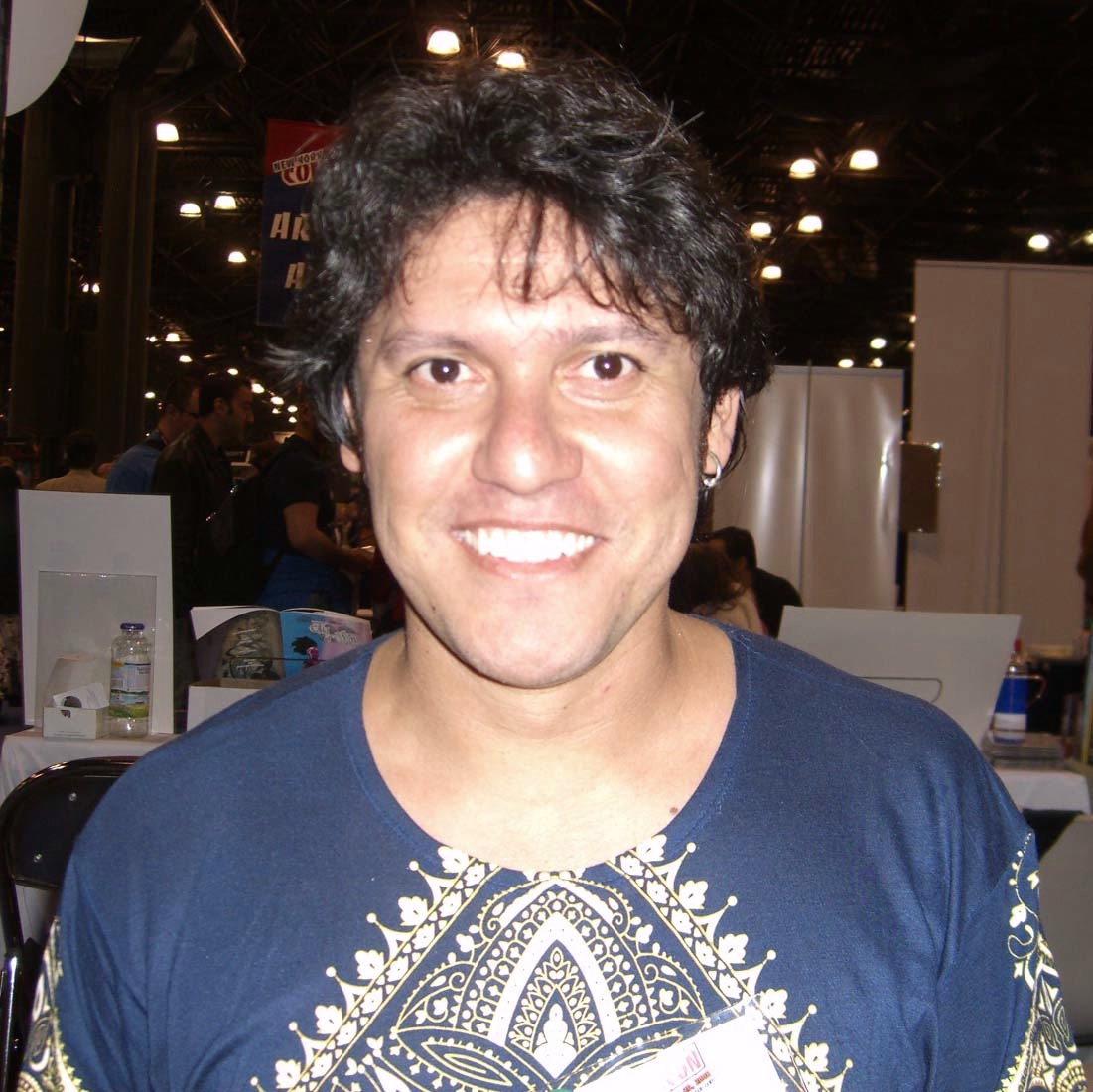
Artista de Linterna Verde, Ivan Reis en la convención de abril de 2008.
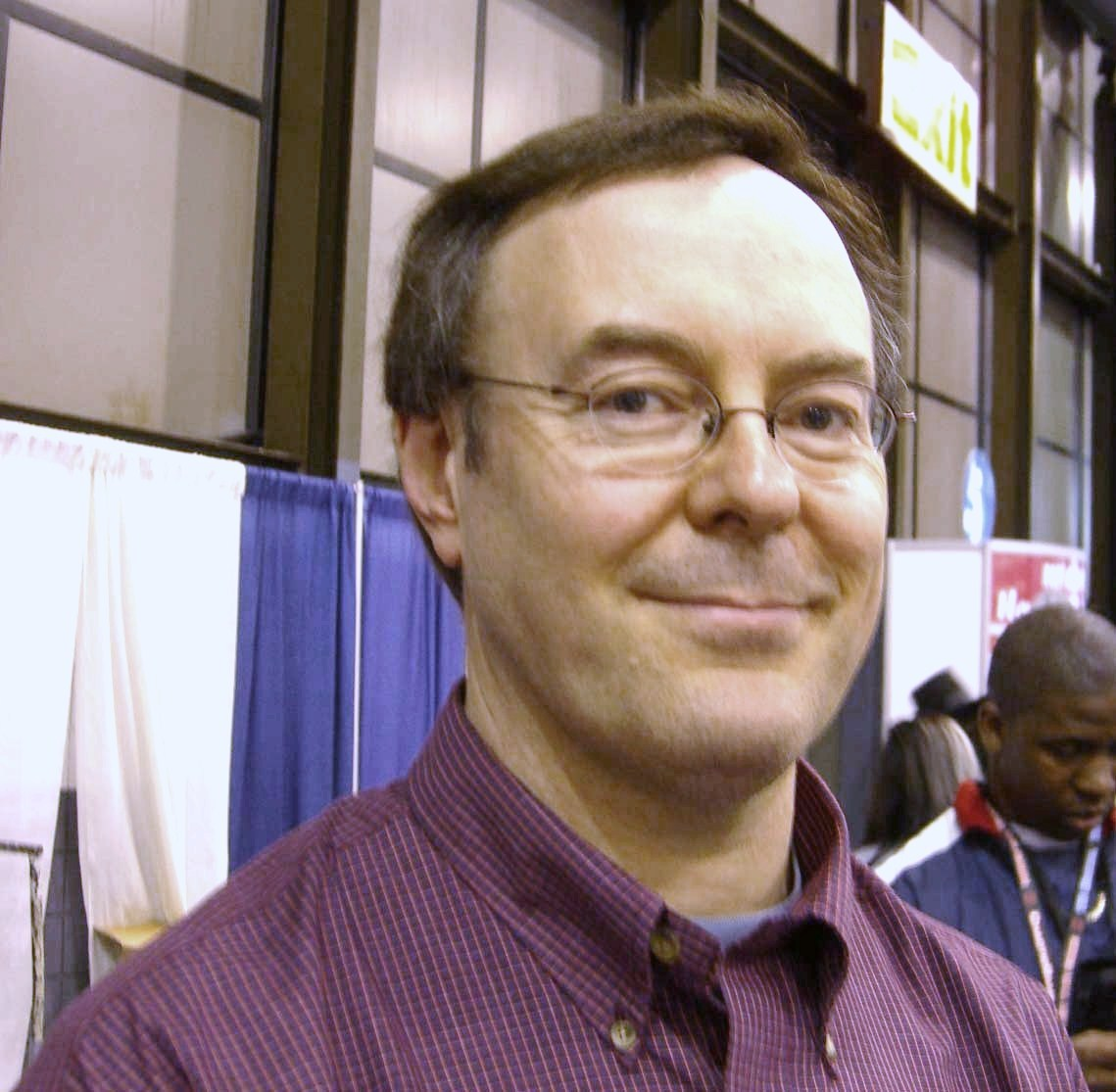
Artista Jerry Ordway en la convención de abril de 2008.
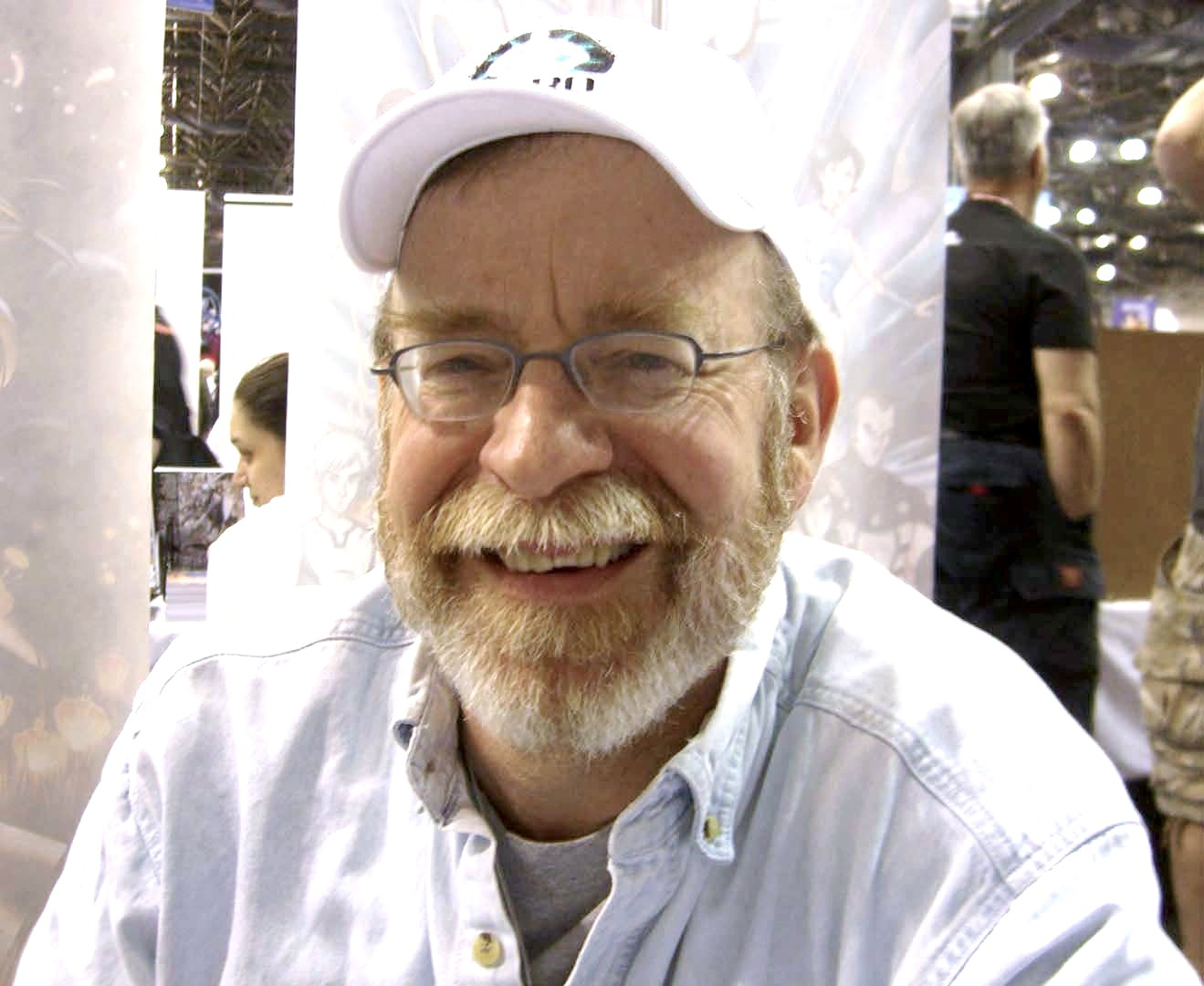
Artista y escritor de Thor, Walt Simonson en la convención de abril de 2008.
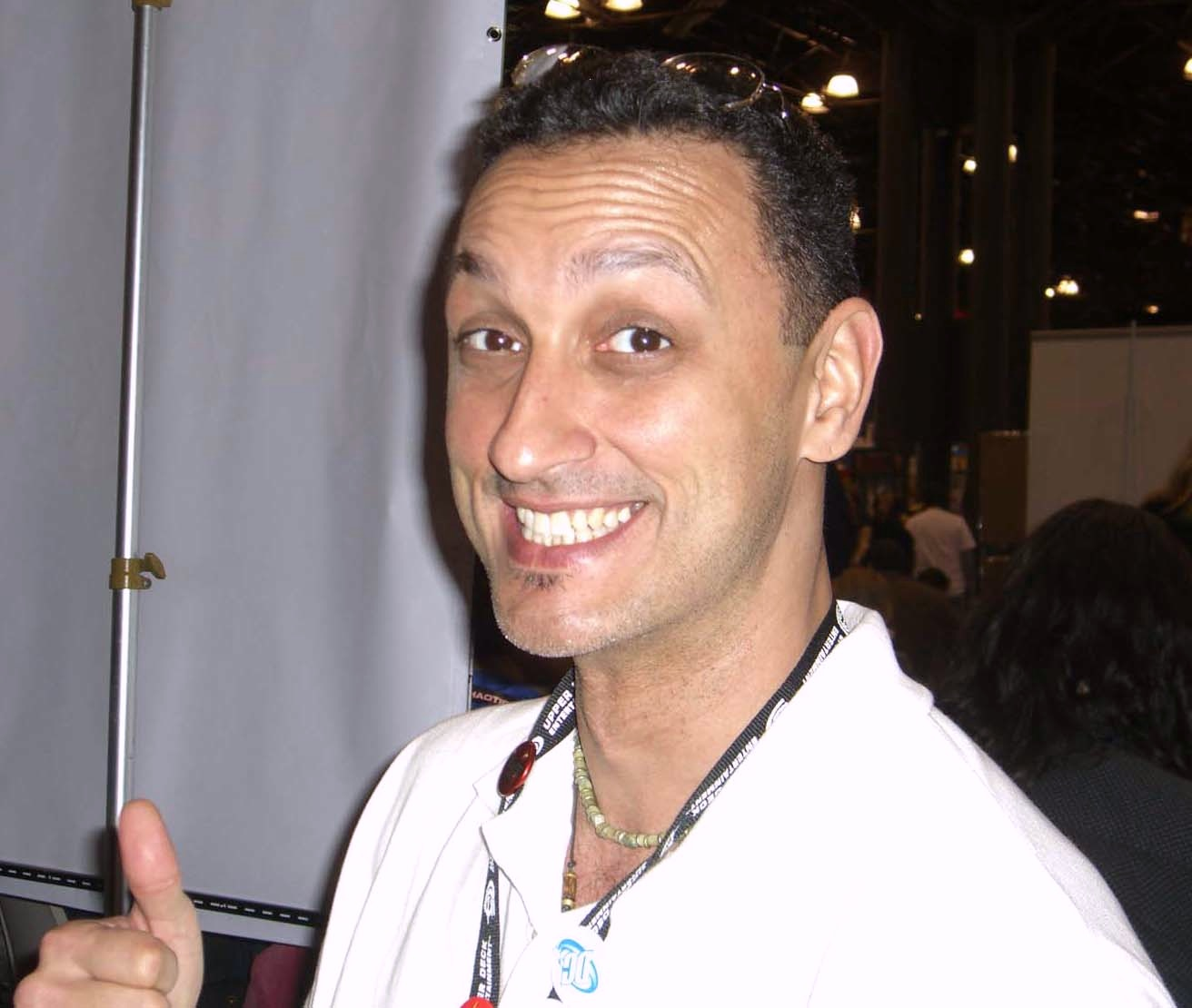
Artista de Identity Crisis, Rags Morales en la convención de abril de 2008.
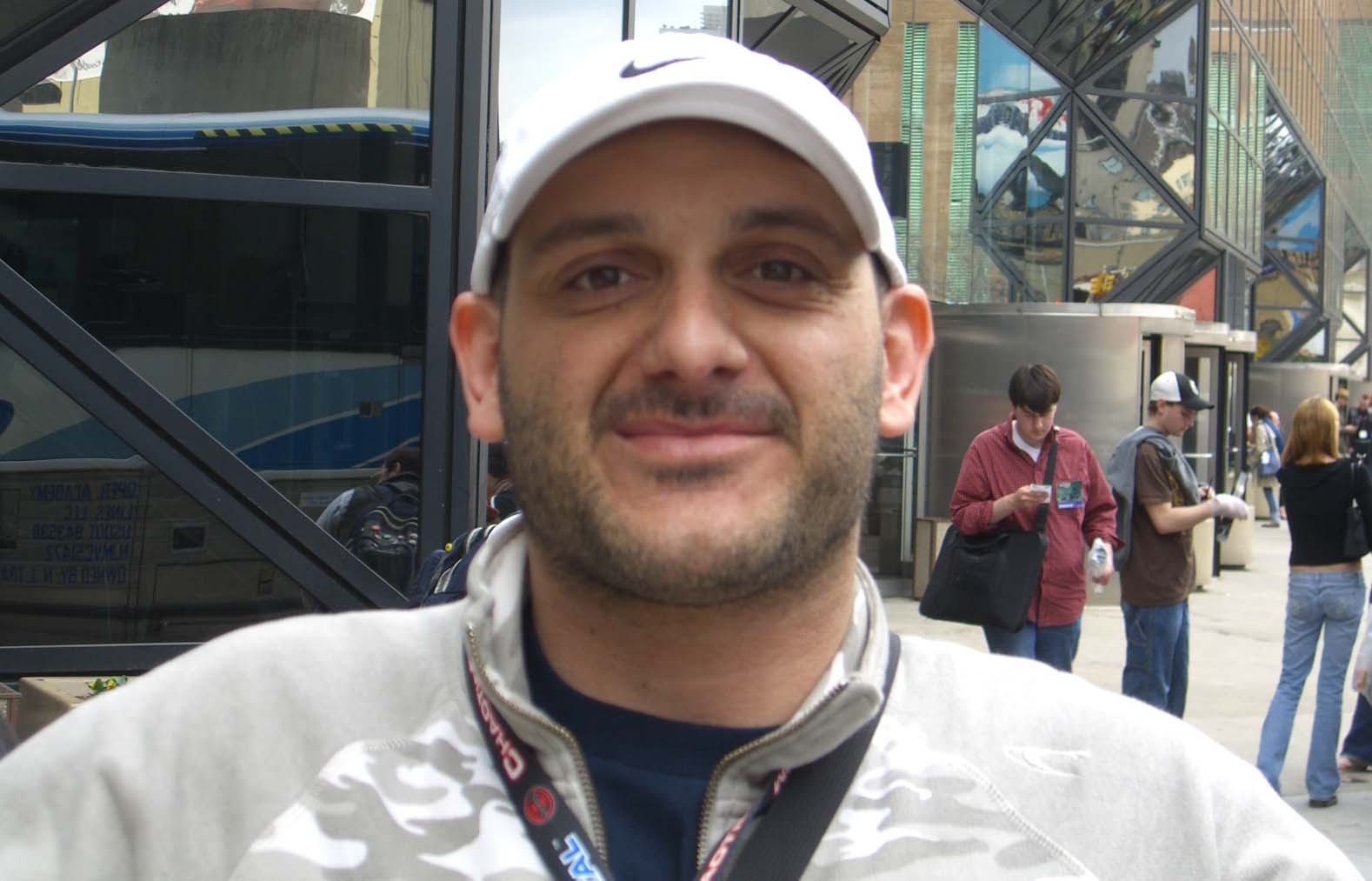
Artista italiano Simone Bianchi en la convención de abril de 2008.
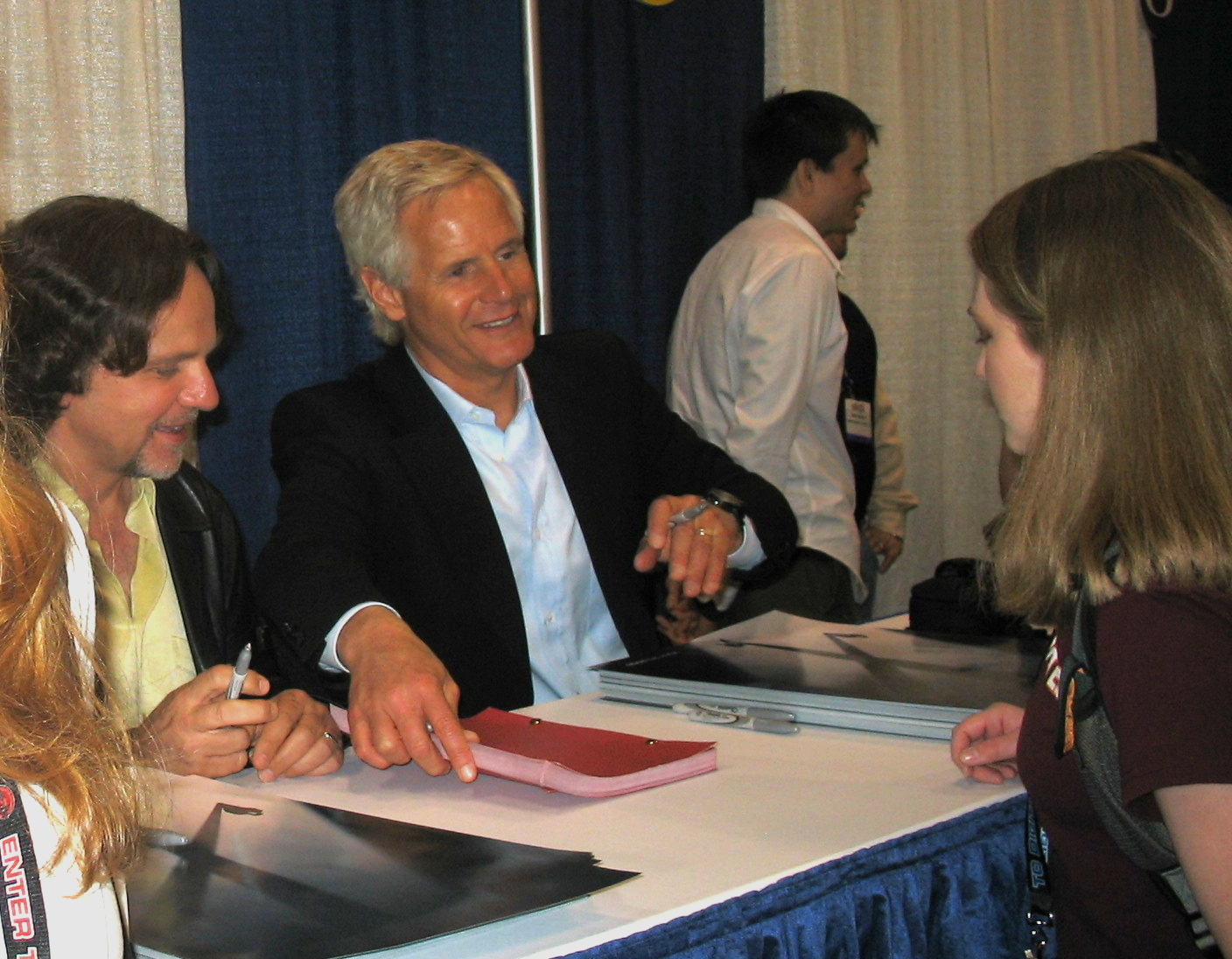
Comic Con Nueva York durante la sesión de autógrafos X-Files con Chris Carter y Frank Spotnitz, creadores de The X-Files.
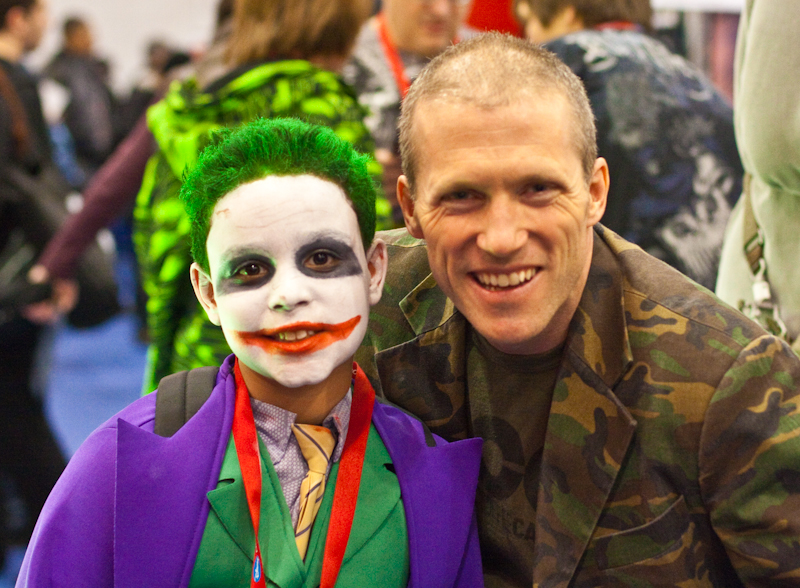
Fotógrafo de Watchmen, Clay Enos en la convención de febrero del 2009.
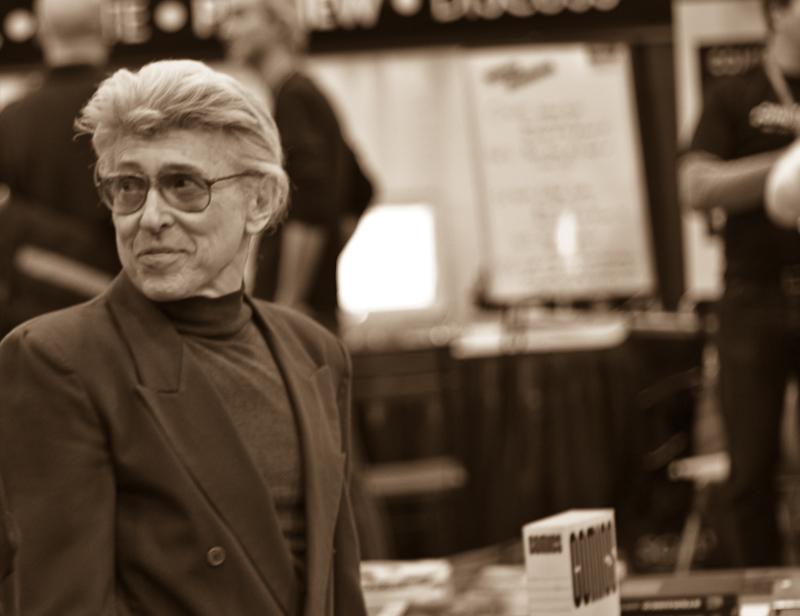
Eisner Award y el miembro del Salón de la Fama, Jim Steranko en la convención de febrero del 2009.
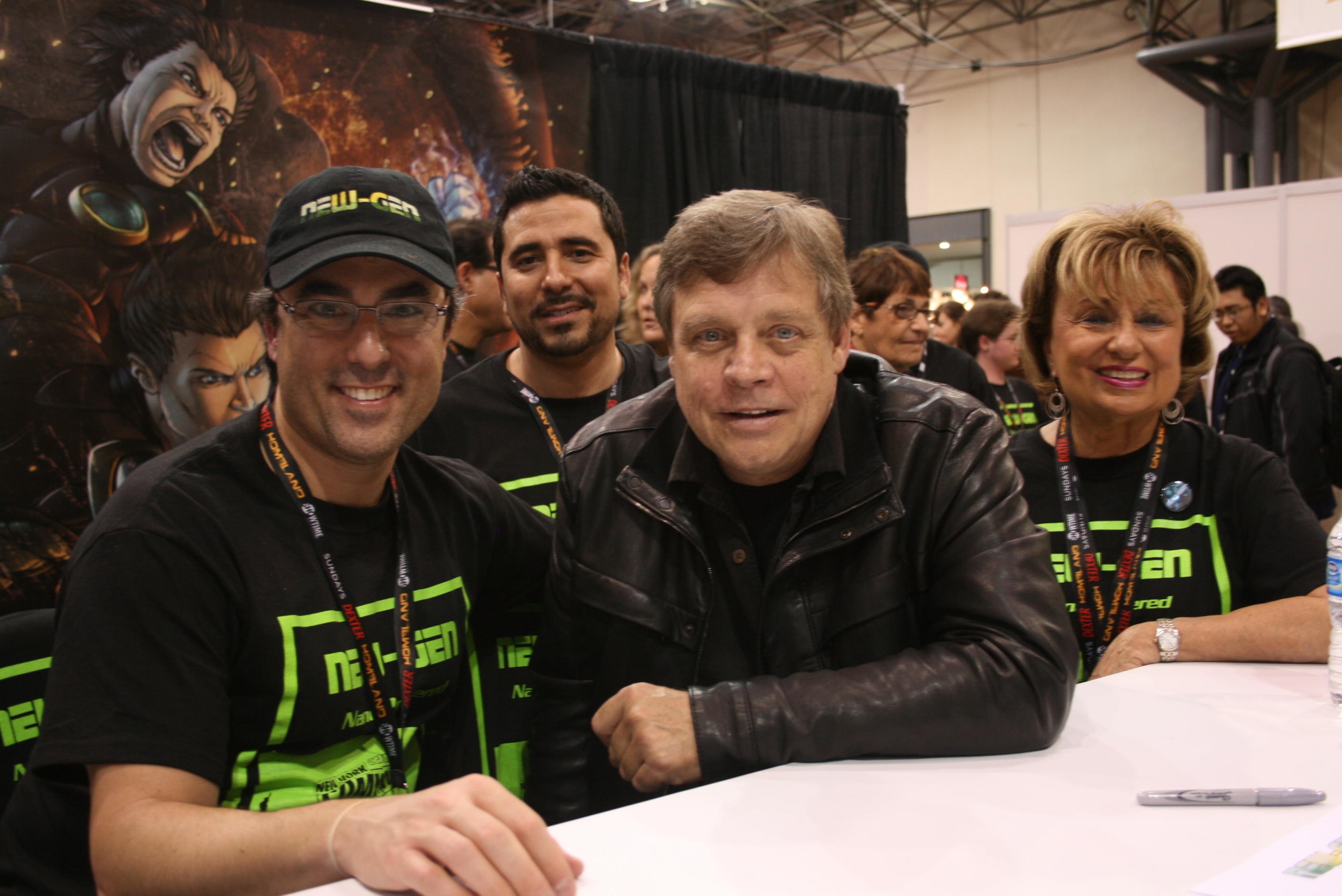
Creadores de NEW-GEN, J.D. Matonti, Chris Matonti y Julia Coppola con el asesor creativo de NEW-GEN, Mark Hamill en la convención de octubre del 2010.